# Cerovo, Nikšić
Cerovo este un sat din comuna Nikšić, Muntenegru. Conform datelor de la recensământul din 2003, localitatea are 162 de locuitori (la recensământul din 1991 erau 164 de locuitori).

## Demografie
În satul Cerovo locuiesc 128 de persoane adulte, iar vârsta medie a populației este de 40,6 de ani (39,6 la bărbați și 41,5 la femei). În localitate sunt 55 de gospodării, iar numărul mediu de membri în gospodărie este de 2,95.
|  |

| Demografie | Demografie | Demografie |
| An         | Locuitori  | Locuitori  |
| ---------- | ---------- | ---------- |
|            |            |            |
|            |            |            |
|            |            |            |
|            |            |            |
| 1948       | 474        |            |
| 1953       | 493        |            |
| 1961       | 445        |            |
| 1971       | 283        |            |
| 1981       | 208        |            |
| 1991       | 164        | 164        |
| 2003       | 163        | 162        |

| \| Componența etnică conform recensământului din 2003[2] \| Componența etnică conform recensământului din 2003[2] \| Componența etnică conform recensământului din 2003[2] \| Componența etnică conform recensământului din 2003[2] \| Componența etnică conform recensământului din 2003[2] \| \| ----------------------------------------------------- \| ----------------------------------------------------- \| ----------------------------------------------------- \| ----------------------------------------------------- \| ----------------------------------------------------- \| \| \| \| \| \| \| \| Muntenegreni \| Muntenegreni \| \| 120 \| 74,07% \| \| Sârbi \| Sârbi \| \| 30 \| 18,51% \| \| necunoscută \| necunoscută \| \| 0 \| 0% \| |              |  |     |        |
| Componența etnică conform recensământului din 2003 |              |  |     |        |
| |              |  |     |        |
| Muntenegreni | Muntenegreni |  | 120 | 74,07% |
| Sârbi | Sârbi        |  | 30  | 18,51% |
| necunoscută | necunoscută  |  | 0   | 0%     |